# Mistletoe (cântec)
„Mistletoe” este un cântec al interpretei americane Colbie Caillat. Piesa a fost compusă de Mikal Blue și lansată ca disc promoțional în noiembrie 2007.
Piesa ocupat locul 75 în Billboard Hot 100 și treapta cu numărul 56 în ierarhia din Canada. Compoziția a devenit una dintre cele mai cunoscute piese ale sezonului festiv 2007. Primele vânzări ale înregistrării se ridică la aproximativ 116.000 de exemplare doar în Statele Unite ale Americii. „Mistletoe” a fost inclus pe compilația de Crăciun The Essential Now That's What I Call Christmas.